# Skegrie församling
Skegrie församling var en församling i Lunds stift och i Trelleborgs kommun. Församlingen uppgick 2002 i Hammarlövs församling.

## Administrativ historik
Församlingen har medeltida ursprung. 
Församlingen var till 1 maj 1924 annexförsamling i pastoratet (Västra) Tommarp och Skegrie för att därefter till och med 1961 vara annexförsamling i pastoratet Håslöv, Bodarp, Västra Tommarp och Skegrie. Från 1962 till och med 2001 var den annexförsamling i pastoratet Hammarlöv, Västra Vemmerlöv, Fuglie, Maglarp, Bodarp, Västra Tommarp och Skegrie. Församlingen uppgick 2002 i Hammarlövs församling.

## Kyrkor
- Skegrie kyrka